# Чех, Алеш
А́леш Чех (словен. Aleš Čeh; 7 апреля 1968, Марибор) — югославский и словенский футболист, полузащитник; тренер.

## Клубная карьера
Алеш Чех начал карьеру в молодёжной команде клуба «Любляна», но первый профессиональный контракт подписал с их соперником — «Олимпией». В 1993 году Чех перешёл в клуб второго австрийского дивизиона ГАК, где добился большого успеха, став любимцем фанатов и футболистом национальной сборной.
С Чехом в составе ГАК вернулся в элитный дивизион австрийского футбола в 1995, а в 2000 и 2002 выиграл Кубок Австрии и Суперкубок страны. После этого Чех вернулся в Словению, где некоторое время играл за «Марибор». С весны 2005 до лета 2006 года Алеш опять выступал за клуб австрийского второго дивизиона ЛАСК. Последним клубом в карьере Чеха стала его бывшая команда «Олимпия».

## Карьера в сборной
В составе национальной сборной Словении Чех выступал с 1992 года, став участником двух крупных футбольных форумов: Чемпионата Европы 2000 и Чемпионата мира 2002. Алеш является одним из рекордсменов сборной по количеству игр — большее количество матчей сыграл только Златко Захович.

## Награды
- Орден «Дустлик» (6 июня 2025 года, Узбекистан) — за большой вклад в развитие и широкую популяризацию спорта в нашей стране, утверждение здорового образа жизни в обществе, проявленные истинное мужество и стойкость, образец высокого профессионализма и целеустремленности в отборочных турнирах среди сильнейших команд Азии по футболу и впервые в истории нашей Родины завоевание путёвки на чемпионат мира, ставшее большой победой, активное участие в деле приумножения славы Нового Узбекистана в мировом масштабе, воспитания молодого поколения в духе любви к Родине, национальной гордости и патриотизма[2].